# Route nationale 25 (France)
Pour les articles homonymes, voir N25 et Route nationale 25.
La route nationale 25, ou RN 25, est une route nationale française reliant Amiens à Arras.

## Historique
La RN 25 reliait à l'origine Le Havre à Lille. Elle fut déclassée durant les années 1970 en RD 925 entre Le Havre et Doullens d'une part, et entre Carvin et Lille d'autre part, alors que le tronçon d'Arras à Carvin était repris par l'actuelle route nationale 17.
Aujourd'hui, la RN 25 relie donc Amiens à Arras, en reprenant le tronçon de l'ancienne route nationale 16 entre Doullens et Amiens.
La RN 25 était la première route transversale, les 24 premières routes nationales étant toutes des radiales.
Cette route reste dans la domanialité de l'État puisque le projet de l'autoroute A 24 fut définitivement enterré en août 2010.

## D'Amiens à Arras
La route est désormais la continuité de la route nationale 1 vers Arras.
Les communes traversées sont :
- Longueau (km 1)
- Amiens (km 8)
- Poulainville (km 10)
- Villers-Bocage (km 16)
- Talmas (km 19)
- La Vicogne (km 22)
- Beauval (km 27)
- Doullens (km 33)
- Pommera (km 35)
- Mondicourt (km 36)
- La Bellevue (Commune de Warlincourt-les-Pas (km 38)
- L'Arbret (Commune de Bavincourt) (km 41)
- Beaumetz-lès-Loges (km 48)
- Arras (km 55)

Le plus important de ses ouvrages d'art est le viaduc Jules-Verne, qui raccorde la nationale 25 à l'autoroute A 29 par le contournement d'Amiens.

## Anciens tracés

### Du Havre à Doullens (D 925)
Les principales communes traversées sont :
- Le Havre
- Montivilliers
- Goderville
- Fécamp
- Cany-Barville
- Saint-Valery-en-Caux
- Veules-les-Roses
- Dieppe
- Criel-sur-Mer
- Eu
- Abbeville
- Saint-Riquier
- Bernaville
- Doullens

### D'Arras à Lille

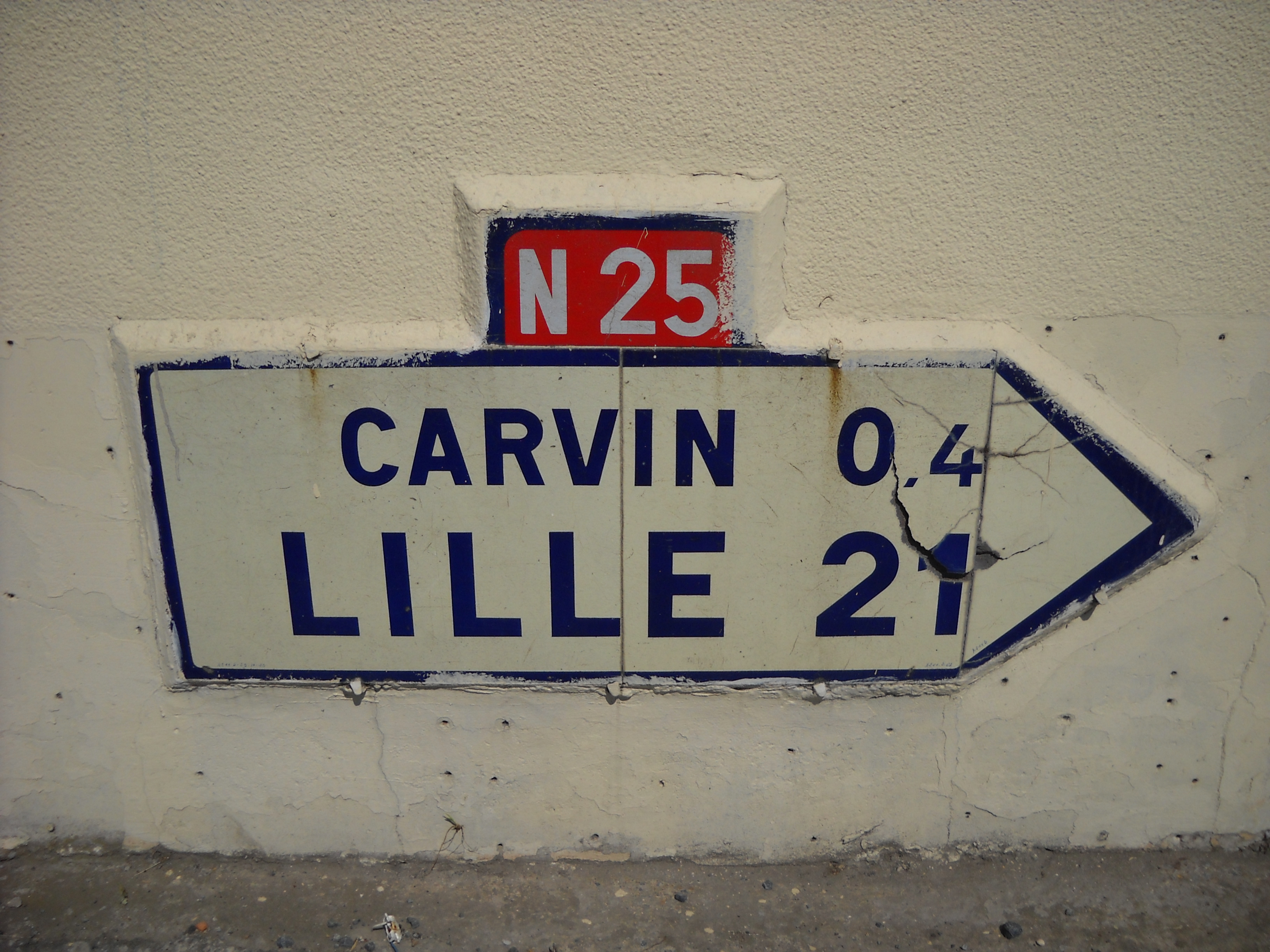
Flèche Michelin de l'ex-RN 25 à Carvin

- Arras N 17
- Saint-Nicolas-lez-Arras
- Vimy
- Avion
- Éleu-dit-Leauwette
- Lens
- Loison-sous-Lens
- Carvin D 925
- Camphin-en-Carembault
- Seclin D 549
- Templemars
- Wattignies
- Lille